# Cumming (Georgie)
Cumming je město ve Forsyth County, v Georgii, ve Spojených státech amerických. Je součástí metropolitní oblasti Atlanta. V roce 2010 žilo v Cummingu 5430 obyvatel. V sídlech spadajících pod poštovní směrovací číslo Cummingu žije asi 100 000 obyvatel a 227 rodin.